# Seznam astrahanskih kanov
Kučuk Mohamed (vladal 1435 – 1459) je bil eden od zadnjih kanov Zlate horde. Po razpadu Zlate horde ga je v njenem preostanku, imenovanem Velika horda, leta 1459 nasledil sin Mahmud Bin Kučuk. Sledila je nasledstvena vojna, v kateri  je Mahmuda leta 1465 strmoglavil brat Ahmed bin Kučuk in sam prevzel oblast v Veliki hordi.  Bil je zadnji kan Zlate/Velike horde.
Mahmudu je uspelo obdržati ozemlje Hadži Tarhana (perzijsko حاجیترخان, Hadži Tarhan, rusko Астрахань, Astrahan) v spodnjem toku reke Volge, kjer je leta 1465 ali 1466 ustanovil Astrahanski kanat.

## Seznam astrahanskih kanov
V Astrahanskem kanatu je približno od leta 1459 do 1556 vladalo trinajst kanov, nekateri tudi večkrat.
| Uradni naziv           | Ime                            | Vladanje                    |
| ---------------------- | ------------------------------ | --------------------------- |
| Kan خان‎                | Mahmud Bin Kučuk محمود بن کوچک‎ | 1465 - 1466                 |
| Kan خان‎                | Kasim I. قاسم بن محمود‎         | 1466 – 1495                 |
| Kan خان‎                | Abdelkerim عبد الکریم‎          | 1495 – 1515                 |
| Kan خان‎                | Džanibeg                       | 1515 – 1521                 |
| Kan خان‎                | Husein bin Džanibeg            | 1521 – 1527                 |
| Kan خان‎                | Kasim II. قاسم بن سید احمد‎     | 1528 – 1531 (prvič)         |
| Kan خان‎                | Kasim II. قاسم بن سید احمد‎     | 1531 – 1532 (drugič)        |
| Kan خان‎                | Ak Kubek اق قبق بن مرتضی بیگ‎   | 1532 (nekaj mesecev, prvič) |
| Kan خان‎                | Abdelrahman عبد الرحمان‎        | 1533 – 1537 (prvič)         |
| Kan خان‎                | Derviš Ali                     | 1537 – 1540 (prvič)         |
| Kan خان‎                | Abdelrahman عبد الرحمان‎        | 1540 – 1545 (drugič)        |
| Kan خان‎                | Ak Kubek اق قبق بن مرتضی بیگ‎   | 1545 – 1546 (drugič)        |
| Kan خان‎                | Jamgurči                       | 1546 – 1547 (prvič)         |
| Kan خان‎                | Jamgurči                       | 1549 (drugič)               |
| Kan خان‎                | Derviš Ali درویش علی‎           | 1550 – 1552 (drugič)        |
| Kan خان‎                | Jamgurči                       | 1552 – 1554 (tretjič)       |
| Kan خان‎                | Derviš Ali درویش علی‎           | 1554 – 1556 (tretjič)       |
| Ivan Grozni, ruski car |                                |                             |